# 奥克帕克 (加利福尼亚州)
奥克帕克（英語：Oak Park，意为“橡树公园”）是位於美國加利福尼亞州文圖拉縣的一個人口普查指定地區。

## 地理
奥克帕克的座標為34°10′18″N 119°45′28″W / 34.17167°N 119.75778°W，而該地最高點為海拔高度337米（即1106英尺）。

## 人口
根據2010年美國人口普查的數據，奥克帕克的面積為13.702平方千米，當中陸地面積為13.702平方千米，而水域面積為0.000平方千米。當地共有人口13811人，而人口密度為每平方千米1,007人。